# FC 에르츠게비르게 아우에
FC 에르츠게비르게 아우에(FC Erzgebirge Aue)는 독일 작센주 아우에의 축구 클럽으로, 현재 2. 분데스리가에서 활동하고 있다.

## 성적
- DDR 오버리가
  - 우승 3회 (1956, 1957, 1959)
- FDGB-포칼
  - 우승 1회 (1955)
  - 준우승 1회 (1959)
- 레기오날리가 북부 리그
  - 우승 1회 (2003)

## 선수 명단

### 현역
참고: FIFA 자격 규정에 따라 소속된 국가대표팀 국기를 표시합니다. 선수는 복수의 FIFA 비회원국 국적을 가지고 있을 수 있습니다.
| 번호 | 포지션 | 국적     | 이름        |
| ---- | ------ | -------- | ----------- |
| 20   | MF     | 짐바브웨 | 조나 파비쉬 |

| 번호 | 포지션 | 국적   | 이름    |
| ---- | ------ | ------ | ------- |
| 25   | GK     |        | 팀 킵스 |
| 30   | MF     | 모로코 | 알리 룬 |

## 역대 감독
| 감독              | 임기        |
| ----------------- | ----------- |
| 프랑크 리베람     | 1998 ~ 1999 |
| 도메니코 테데스코 | 2017        |